# Via di San Giuseppe Labre
Via di San Giuseppe Labre är en återvändsgata på Viminalens sluttning i Rom vilken börjar vid Via degli Zingari i Rione Monti. 
Gatan är uppkallad efter det franska helgonet Benedetto Giuseppe Labre (1748–1783), som levde och verkade i området. Han är begravd i kyrkan Madonna dei Monti. Tidigare hette gatan Via delle Stalle (”Stallgatan”). 

### Webbkällor
- ”Via di San Giuseppe Labre, Roma”. info.roma.it. http://www.info.roma.it/strade_dettaglio.asp?ID_indirizzi=555. Läst 18 november 2016.